# Ratko Radovanović
Ratko Radovanović (in serbo Ратко Радовановић?; Nevesinje, 16 ottobre 1956) è un ex cestista jugoslavo.

## Carriera
Con la Jugoslavia ha disputato due edizioni dei Giochi olimpici (Mosca 1980, Los Angeles 1984), tre dei Campionati mondiali (1978, 1982, 1986) e cinque dei Campionati europei (1977, 1979, 1981, 1983, 1987).

## Palmarès
- YUBA liga: 3

Bosna: 1977-78, 1979-80, 1982-83
- Coppa di Jugoslavia: 1

Bosna: 1978
- Coppa dei Campioni: 1

Bosna: 1978-79